# Morti nell'878
| Questa pagina contiene informazioni ricavate automaticamente dalle voci biografiche con l'ausilio del template Bio e di un bot. L'aggiornamento è periodico e automatico e ricostruisce completamente la pagina. Se manca una persona in questa lista, sei pregato di non aggiungerla, ma accertati piuttosto che la sua voce biografica contenga il template Bio e che i dati anagrafici siano correttamente compilati. Se il template Bio manca, inseriscilo tu stesso o, in alternativa, metti l'avviso {{tmp\|Bio}} che ne segnala la mancanza. Se i dati riportati sono sbagliati, correggi direttamente la voce biografica; le modifiche saranno visibili in questa lista entro pochi giorni. Per chiarimenti vedi il progetto biografie. La lista contiene solo le 9 persone che sono citate nell'enciclopedia e per le quali è stato implementato correttamente il template Bio. Pagina aggiornata al 13 gen 2025. |

- Adelchi di Benevento, principe longobardo
- Aedh di Scozia, re
- Al Aghlab ibn Mohammed ibn Aghlab, militare arabo
- Goffredo I del Maine, nobile franco
- Pietro Marturio, patriarca cattolico italiano
- Rhodri Mawr ap Merfyn, sovrano gallese
- Tankmaro di Corvey, abate tedesco
- Teodosio di Gerusalemme, vescovo ortodosso bizantino
- Giafar ibn Muhammad, generale arabo